# Münchner Freiheit
Münchner Freiheit (fino al 1998, Münchener Freiheit) è la piazza centrale del quartiere Schwabing di Monaco di Baviera ed è attraversata dalla via Leopoldstraße.

## La piazza
La piazza si chiamò in passato Feilitzschplatz e poi dal 1933, con i nazionalsocialisti al potere, Danziger Freiheit ovvero Libertà di Danzica. Nel 1947 fu battezzata con il nome Münchener Freiheit in ricordo al gruppo di resistenza Freiheitsaktion Bayern, che nell'aprile del 1945 occupò la radio di stato trasmettendo annunci alla popolazione invitandola a capitolare.
La piazza viene dominata dalla stazione di tram futuristica inaugurata nel 2009, il capolinea del Tram 23.
La piazza viene incorniciata da alcuni esempi di architettura Jugendstil, in particolare la casa Leopolstraße 151 costruita da Martin Dülfer. 
A nord si trova la chiesa Erlöserkirche, costruita alla fine del XIX secolo da Theodor Fischer.
La piazza è un punto di ritrovo molto amato dai monacensi, in quanto vi si trovano alcuni café su entrambi i lati. Davanti a uno dei café si trova la statua dell'attore Helmut Fischer, chiamato Monaco Franze, che lì abitualmente faceva colazione.
Durante il periodo dell'Avvento sulla piazza viene organizzato il mercatino natalizio di artigianato artistico.